# Dasochóri (ort i Grekland, Mellersta Makedonien)
Dasochóri (Dasochori) är en ort i Grekland.   Den ligger i prefekturen Nomós Serrón och regionen Mellersta Makedonien, i den norra delen av landet, 400 km norr om huvudstaden Aten. Dasochóri ligger 34 meter över havet och antalet invånare är 834.
Terrängen runt Dasochóri är platt åt nordost, men åt sydväst är den kuperad. Runt Dasochóri är det ganska tätbefolkat, med 52 invånare per kvadratkilometer. Närmaste större samhälle är Irákleia, 2,4 km nordost om Dasochóri. Trakten runt Dasochóri består till största delen av jordbruksmark.